# National Sculpture Society
De National Sculpture Society (NSS) is een Amerikaanse beroepsvereniging voor beeldhouwers.
De NSS, opgericht in 1893, was de eerste organisatie die zich inzette voor professionele beeldhouwers in Amerika. Oprichters waren onder meer Daniel Chester French, Richard Morris Hunt en John Quincy Adams Ward. De laatste was ook de eerste voorzitter van de vereniging.
Het hoofdkantoor, met eigen bibliotheek en galerie, is gevestigd aan Park Avenue in Manhattan.
De vereniging organiseert tentoonstellingen en kent prijzen en studiebeurzen toe. Daarnaast geeft NSS elk kwartaal het blad Sculpture Review uit. Er zijn wereldwijd ongeveer 4000 leden, waaronder beeldhouwers, architecten, historici en conservatoren.